# Карр, Колетт
Колетт Карр (англ. Colette Carr; род. 6 января 1991) — американская певица из Лос-Анджелеса. 9 июля 2013 года ей был выпущен дебютный альбом Skitszo, состоявший из песен, ранее вошедших на мини-альбомы, выпущенные в цифровом формате. Ранее 5 мая 2013 года отдельно от альбома был выпущен сингл «Never Gonna Happen», который сумел достичь 11 место на Billboard’s Dance-Club Chart. Колетт часто сравнивали с Dev и Литл Бутс.

## Ранняя жизнь
Выросла в Малибу. Имеет старшую сестру, Николь.
Была профессиональным игроком в теннис, пока травма не вынудила оставить её этот вид спорта.

## Карьера

### 2009—10: Начало карьеры иSex Sells Stay Tooned
Талант Коллет был раскрыт на мероприятии Game concert, когда ведущий комик Стори Мойд попросил кого-нибудь из аудитории сымпровизировать. Публика активно откликнулась, скандируя: «Вперёд, белая девочка!». Карр привлекла к себе внимание людей, включая разных продюсеров. В частности, The Cataracs, который в последующем продюсировал её песни.
Свой первый сингл — «Back it Up» — Карр выпустила в 2009 году. Песня быстро распространилась по интернету. Музыкальный клип, срежиссированный Ричи Маком, собрал около полумиллиона просмотров на канале MTVU, войдя в Топ-10 клипов недели. Когда на MTVU был показан клип «Back it Up», спродюсированный Карр лично, певица привлекла к себе внимание Ника Кэннона, который помог ей с релизом её будущего микстейпа «Sex Sells Stay Tooned» на его лейбле NCredible Entertainment. 
В 2010 году Карр выпустила промосингл «Bitch Like Me» вместе с клипом, срежиссированным Джонатоном Сингер-Вайном, и микстейпом «Sex Sells Stay Tooned», который позднее собрал более ста тысяч загрузок.

### 2011—2014:Skitszo
В дальнейшем Колетт заключила контракт с руководителем лейбла Interscope Records Джимми Иовайном, дав её возможность записать свой дебютный альбом Skitszo, включающий будущий хит Billboard Dance «Never Gonna Happen» и лидера топа Billboard Uncharted «(We Do it) Primo», спродюсированных такими людьми, как RedOne (Леди Гага). Заглавный сингл «(We Do it) Primo» был выпущен 11 мая 2011 года, достигнув первой строчки Billboard Uncharted — чарта исполнителей, преимущественно распространяющих музыку в интернете. Карр приняла участие в CherryTree Pop Alternative Tour вместе с такими исполнителями, как LMFAO, Far East Movement, Frankmusik и Наталия Киллс.
Карр выпустила четыре цифровых мини-альбома (четыре части Skitszo), состоящих из песен из её дебютного альбома, релиз которого состоялся 9 июля 2013 года под названием Skitszo Collection на лейбле Interscope, включая четыре дополнительных песни. «Never Gonna Happen» стал пятым синглом альбомом, выйдя 5 марта. Ремикс песни, сделанный Дэйвом Ауде, занял 11 строчку чарта Billboard’s Hot Dance Club Songs.
Совместно с Джей Бэном Колетт выпустила песню «HAM» от лица хип-хоп-дуэта New Boyz. Соавторами песни выпустили Ната Валка и Джон Рэдвайн, а спродюсировал Марли Уотерс. Выпуск клипа к «HAM» состоялся на популярном американском радио- теле-сайте продюсера Райна Сикреста в 13 сентября 2013 года. Карр совместно гастролировала с Хьюи Маком и Mayo в рамках тура Pretending Perfection и с Джейком Миллером, Бекки Джи, Ти Милсом и Майком Стадом в рамках проекта On The Rise.

### 2015—настоящее:Believe in Us
В январе 2015 года Карр анонсировала, что её второй альбом будет называться Believe in Us. Его выпуск планировался на начало 2016 года. Большая часть альбома была написана и спродюсирована Карр вместе с давним коллегой — Frankmusik. Как и предыдущий альбом Believe in Us будет разделён на несколько мини-альбомов, которые будут предшествовать полноценному диску. Первый мини-альбом Believe in Us был выпущен 23 июня 2015 года на лейбле Kawaii Nation. Он включает в себя сингл «Static».

## Дискография
Полную дискографию см. в английском разделе.
- Skitszo[англ.] (2013)
- Believe in Us[англ.] (2016)

## Концерты
В качестве хедлайнера
- The CherryTree Pop Alternative Tour (2011)
- Pretending Perfection (2014)
- On The Rise Tour (2014)